# جون أبركرومبي (طبيب)
جون أبركرومبي، الحاصل على زمالة الجمعية الملكية لإدنبرة، وعضو كلية الجراحين الملكية وكلية الأطباء الملكية في إدنبرة، (10 أكتوبر 1780 - 14 نوفمبر 1844) هو طبيب، ومؤلف، وفيلسوف وفاعل خير أسكتلندي. اشتُهرت ممارسته الطبية في إدنبرة كواحدة من أنجح الممارسات الطبية في اسكتلندا. وفقًا لما ورد في قاموس تشامبرز للسيرة الذاتية، حصل جون أبركرومبي بعد وفاة جيمس غريغوري على «الاعتراف به بوصفه أول طبيب استشاري في اسكتلندا». بوصفه جراحًا في المستوصف الملكي العام ومستوصف نيو تاون، قدم أبركرومبي الرعاية الطبية المجانية لفقراء المدينة وعمل في تدريس طلاب الطب والمتدربين. نشر أبركرومبي أعمالًا واسعة النطاق عن الموضوعات الطبية وفي وقت لاحق عن موضوعات أخلاقيات الميتافيزيقيا والدين. كان أبركرومبي مسيحيًا متدينًا، وقدم الدعم المالي للأعمال التبشيرية. حصل أبركرومبي على الدرجة الفخرية دكتور في الطب من جامعة أكسفورد، وانتُخب رئيسًا لكلية وجامعة ماريشال في أبردين وشغل منصب طبيب الملك في اسكتلندا.

## النشأة
وُلد جون أبركرومبي في أبردين وكان الابن الأكبر لكل من القس جورج أبركرومبي (1713 - 1790)، قس الكنيسة الشرقية في أبردين، وزوجته الثانية باربرا موريس (المتوفاة في عام 1824). كان لأبيه تأثير عميق على شخصيته ومعتقداته. بعد إنهائه دراسته في مدرسة قواعد أبردين، التحق أبركرومبي بكلية ماريشال في أبردين، حيث حصل على درجة الماستر في الآداب (إم إيه) في سن الخامسة عشرة. أكمل أبركرومبي دراسة الطب في جامعة إدنبرة ليحصل على درجة الدكتوراه في الطب في عام 1803.

## التكريمات والجوائز
انتُخب أبركرومبي رئيسًا لجمعية الطب الجراحي في إدنبرة لمدة أربع سنوات اعتبارًا من عام 1829. في عام 1831، انتُخب أبركرومبي زميلًا للجمعية الملكية في إدنبرة، بعد ترشيحه بواسطة توماس تشارلز هوب، ليشغل في وقت لاحق منصب نائب رئيس الجمعية بين عامي 1835 و1844. حصل أبركرومبي على الدرجة الفخرية دكتور في الطب (أوكسون) من جامعة أكسفورد. يُعد هذا التكريم نادرًا للغاية ولم يسبقه إليه سوى إدوارد جينر قبل خمسين عام مضى. تقلد أبركرومبي منصب اللورد رئيس كلية وجامعة ماريشال في أبردين. أصبح في وقت لاحق عضوًا في الأكاديمية الوطنية للطب في فرنسا.

## حياته الشخصية
في عام 1810، سكن أبركرومبي في منزله الواقع على شارع 43 يورك بليس في إدنبرة. في عام 1831، أُصيب أبركرومبي بعدوى الحمى النمشية أثناء علاج زميله جيمس كروفورد غريغوري ليتعافى منها في وقت لاحق. في عام 1841، أُصيب أبركرومبي بالشلل الجزئي، إلا أنه مع ذلك تمكن من العودة إلى ممارسته الطبية.
لاقى أبركرومبي حتفه فجأة أثناء دخوله عربته أمام منزله، الواقع على شارع 19 يورك بليس في إدنبرة، في 14 نوفمبر 1844. أظهر تشريح الجسم بعد الوفاة أن سبب الوفاة عائد إلى تمزق الشريان التاجي. تكهن الطبيب الشرعي، آدم هنتر، أن وفاته عائدة إلى عمليات الفصد المفرطة. دُفن أبركرومبي مقابل الجدار الشرقي لباحة كنيسة سانت كوثبرتس المجاورة لبوابة حدائق برينسس ستريت غاردنز.
على إثر وفاته، تبرعت بناته بمكتبة أبركرومبي التي تضم ما يقارب 1000 مجلد إلى كلية الجراحين الملكية في إدنبرة.